# Maurizio Sciarra
Maurizio Sciarra (Bari, 15 d’abril de 1955) és un director de cinema italià.
Després d'un llarg període en què va treballar com a assistent de direcció en moltes pel·lícules (especialment important a aquest deu anys de col·laboració amb Luigi Comencini), va fer el seu primer llargmetratge en 1997, La stanza dello scirocco amb Giancarlo Giannini i Tiziana Lodato. La pel·lícula va guanyar premis diversos festivals internacionals, inclosa la Palmera de Plata a la XIX edició de la Mostra de València.
En 2001, el seu segon llargmetratge, Alla rivoluzione sulla due cavalli , amb Adriano Giannini, Andoni Gracia i Gwenaelle Simon. La pel·lícula va guanyar el Lleopard d'Or al Festival Internacional de Cinema de Locarno, el Lleopard de Bronze en la interpretació d'Andoni Gracia, un Esment Especial del CICAE i el Premi Especial del Jurat Jove.
En 2006, la pel·lícula Quin amor? basat en una novel·la de Lev Tolstoi, amb Giorgio Pasotti i Vanessa Incontrada. La pel·lícula va estar en el Festival de Cinema de Locarno, la "Piazza Grande". Va ser vist per 8000 persones, i és el més vist en la pel·lícula mostra internacional. La pel·lícula està en competició en el Festival Internacional de Cinema Tòquio, l'únic representant italià. Al juny de 2007, participa en el Festival Internacional de Cinema de Xangai, i al febrer de 2008 en el Festival du Film d'Amour de Mons, en el panorama italià. Posteriorment s'ha dedicat a fer documentals.

## Filmografia
- La stanza dello scirocco (1998)
- Alla rivoluzione sulla due cavalli (2001)
- Quale amore (2006)
- Coppi e la dama bianca. Un amore controcorrente, documental (2004)
- Sull'orlo della gloria. La vita e le opere di Pino Pascali - docufilm (2016)
- Transatlantico Rex. Nave n°296, docufilm (2017)
- Nel nome del popolo italiano - Piersanti Mattarella - docufilm (2017)
- Aiutami a fare da solo - L'idea Montessori - docufilm (2022)